# Neoduma caprimimoides
Neoduma caprimimoides là một loài bướm đêm thuộc phân họ Arctiinae, họ Erebidae.